# Utilità marginale
L’utilità marginale di un bene è concetto cardine della teoria neoclassica del valore in economia ed è definibile come l'incremento del livello di utilità ({\displaystyle \ \Delta U}), cioè della soddisfazione che un individuo trae dal consumo di un bene, ricollegabile ad aumenti marginali nel consumo del bene ({\displaystyle \ \Delta x_{i}}), dato e costante il consumo di tutti gli altri beni.
Definizione: l'utilità marginale è la quantità di soddisfazione che fornisce ogni singola dose di un bene consumato.

## Definizione
In termini non formali, l'utilità marginale può definirsi come l'utilità apportata dall'ultima unità o dose consumata di un bene.
In modo più formale, data una funzione di utilità {\displaystyle \ U(x_{1},x_{2},\ldots ,x_{n})}, una funzione cioè che lega il consumo di quantità date di beni e servizi al livello di utilità, l'utilità marginale del bene {\displaystyle \ x_{i}} è data dalla derivata parziale della funzione rispetto ad {\displaystyle \ x_{i}}; in simboli:
{\displaystyle U_{i}={\frac {\partial U(x_{1},x_{2},\ldots ,x_{n})}{\partial x_{i}}}(>0)}
La legge dell'utilità marginale decrescente afferma che all'aumentare del consumo di un bene, l'utilità marginale di quel bene diminuisce.
La condizione di equilibrio afferma che ogni individuo effettua le proprie scelte di consumo in modo che ogni singolo bene fornisca le stesse utilità marginali per euro di spesa.
Il principio di utilità marginali uguali per euro di spesa per ciascun bene afferma che la condizione essenziale per ottenere massimo soddisfacimento o utilità è la seguente: di fronte ai prezzi di mercato dei beni un consumatore con reddito dato ottiene il massimo soddisfacimento quando l'utilità marginale dell'ultimo euro speso per un bene è esattamente uguale all'utilità marginale dell'ultimo euro speso per qualsiasi altro bene.

## L'ipotesi di utilità marginale decrescente

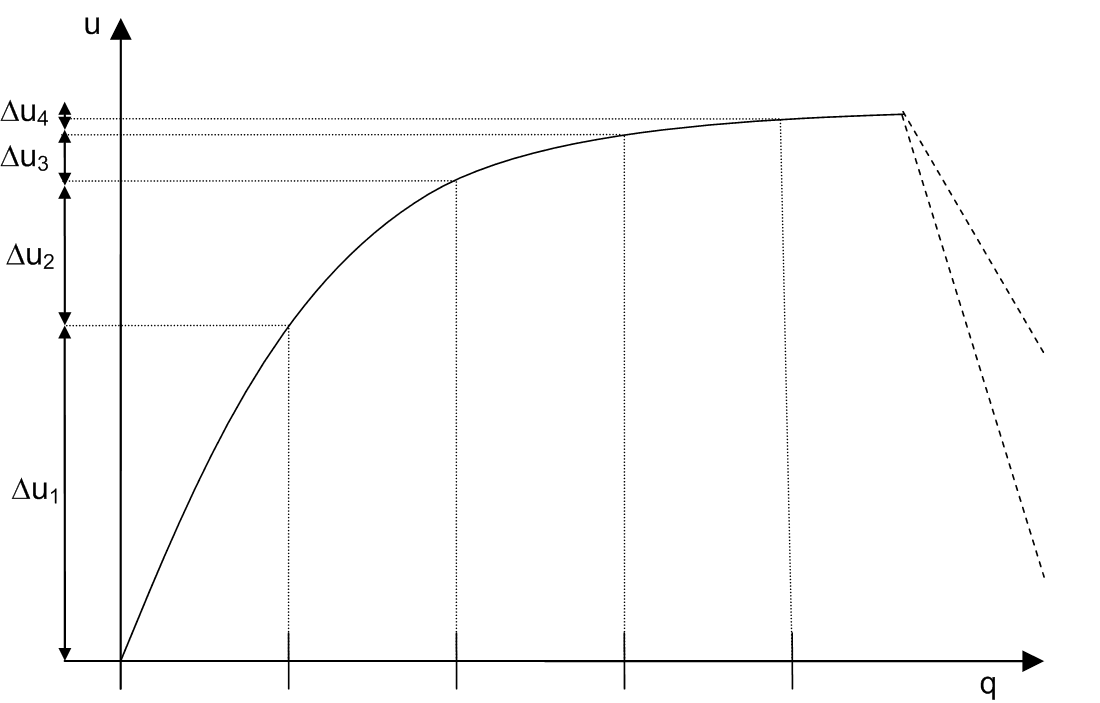
Figura 1: Funzione di utilità

Al concetto di utilità marginale risulta strettamente collegato l'assunto di utilità marginale decrescente. In pratica si assume che l'utilità marginale di un bene diminuisca al crescere del livello assoluto di consumo del bene. Formalmente questo comporta assumere che:
{\displaystyle \ U_{ii}={\frac {\partial ^{2}U(x_{1},x_{2},\ldots ,x_{n})}{\partial x_{i}^{2}}}<0}
Queste due ipotesi implicano che la funzione di utilità sia monotona crescente e concava rispetto al consumo dei singoli beni.
Solitamente si assume anche che:
{\displaystyle \lim _{x_{i}\rightarrow 0}{\frac {\partial U}{\partial x_{i}}}=+\infty }
{\displaystyle \lim _{x_{i}\rightarrow +\infty }{\frac {\partial U}{\partial x_{i}}}=0}

## Un esempio
Per comprendere meglio i concetti esposti si può pensare all'atteggiamento che l'individuo medio potrebbe avere di fronte ad una crostata di fragole.
Il primo pezzo di torta sarebbe molto gradito, apportando un incremento {\displaystyle \ \Delta u_{1}}. L'incremento di utilità che genererebbe un secondo pezzo di crostata, sebbene consistente, sarebbe sicuramente minore del primo ({\displaystyle \ \Delta u_{2}<\Delta u_{1}}). L'incremento del terzo ancora minore e così via.
Nel caso della crostata di fragole è poi anche verosimile immaginare che vi sarà un punto in cui il nostro consumatore sarà "sazio".
Una volta raggiunto il "punto di sazietà" eventuali altri incrementi del consumo del bene (il mangiare altri pezzi di torta) probabilmente apporteranno una disutilità, diminuiranno cioè il livello di soddisfazione individuale.
In corrispondenza del punto di sazietà l'utilità marginale è nulla (il consumatore è indifferente se mangiare il pezzo di crostata oppure no) ed il suo livello di utilità è massimo.

## Storia della nozione di utilità marginale in economia
La nozione di utilità marginale e l'ipotesi di utilità marginale decrescente erano già note nella prima metà del Settecento. Daniel Bernoulli ad esempio le utilizzò nella risoluzione del famoso paradosso di San Pietroburgo.
Queste nozioni vennero anche utilizzate, sebbene in modo non formalizzato, tra gli altri, da Jeremy Bentham (1748-1832) e Nassau William Senior (1790-1864).
Fu tuttavia l'ingegnere francese Jules Dupuit (1804-1866) il primo a collegare in modo chiaro il concetto di utilità marginale e l'ipotesi di utilità marginale decrescente con l'inclinazione negativa della funzione di domanda.
L'impostazione di Dupuit venne poi ulteriormente chiarita e formalizzata da Hermann Heinrich Gossen (1854), che anticipò molta della rivoluzione marginalista, sebbene il suo lavoro sia stato del tutto trascurato all'epoca.
La teoria soggettiva del valore marginalista, centrata sul concetto di utilità marginale, si sviluppò quindi a partire dai contributi indipendenti di William Stanley Jevons, Carl Menger e Léon Walras.
Quando Gabriel Cramer e Bernoulli introdussero il concetto di utilità marginale decrescente, affrontarono il paradosso di San Pietroburgo introducendo i fattori di rischio e incertezza fino ad allora sconosciuti, e offrendo un nuovo spunto riguardante una concezione quantitativa di utilità: utilità attesa.
L'ipotesi dell'utilità attesa di Bernoulli e di altri è stata ripresa da vari pensatori del XX secolo, tra i quali Ramsey (1926), Von Neumann e Morgenstern (1944) che, attraverso una formula matematica, garantivano la rappresentabilità della struttura delle preferenze, e Savage (1954) il quale, per la prima volta, affrontò il tema della soggettività dell'utilità introducendo le situazioni in incertezza.
Una delle principali ragioni per cui i modelli di utilità attesa sono influenti ancora oggi è che il rischio e l'incertezza sono stati riconosciuti come temi centrali della teoria economica contemporanea poiché semplificano l'analisi delle decisioni rischiose, perché l'utilità marginale decrescente implica l'avversione al rischio.

## Utilità
A seconda di quale teoria di utilità viene utilizzata, l'interpretazione di utilità marginale può essere più o meno significativa.
Gli economisti hanno comunemente descritto l'utilità come se fosse qualcosa di quantificabile, cioè, come se i diversi livelli di utilità potessero essere confrontati lungo una scala numerica, come ad esempio la ricchezza per Bernoulli, o calcolati tramite formule matematiche come per Von Neumann e Morgenstern o Bentham.
La teoria economica tradizionale moderna presuppone che le strutture delle preferenze rappresentino il risultato dell'associazione di beni, servizi o il loro uso con le quantità, definendo l'utilità come tale quantificazione.
Un'altra concezione è la filosofia di Bentham, che equiparava l'utilità con la produzione di piacere e l'annullamento del dolore, assunti come oggetti delle operazioni aritmetiche.
Egli affermava:
(Jeremy Bentham)
Il solo scopo è la massimizzazione del proprio benessere personale, indipendentemente da ciò che potrebbe dover essere sacrificato durante il tragitto.
Gli economisti britannici, influenzati da questa filosofia (in particolare per mezzo di John Stuart Mill), consideravano l'utilità come "le sensazioni di piacere e di dolore" e in seguito come "quantità di sentimento "(enfasi aggiunta).
Al di fuori dei metodi tradizionali, vi sono concezioni di utilità che non si basano sulla quantificazione: ad esempio, la scuola austriaca generalmente attribuisce valore alla soddisfazione dei bisogni, e, talvolta, respinge la possibilità di quantificazione. In questo modo è possibile considerare razionali preferenze che sarebbero altrimenti escluse.
In ogni scenario standard, lo stesso oggetto può avere diverse utilità marginali per persone diverse che riflettono diverse preferenze o circostanze individuali.

## Prezzo di mercato e l'utilità marginale decrescente
Se un individuo possiede un bene o un servizio la cui utilità marginale, per lui, è inferiore a quella di qualche altro bene o servizio per il quale avrebbe potuto scambiarlo, allora è nel suo interesse effettuare il commercio.
Se l'utilità marginale di un bene o un servizio sta diminuendo e l'altro non è in aumento, un individuo tenterà di ottenere un rapporto sempre maggiore tra ciò che si acquista e ciò che viene venduto.
In economia, l'utilità marginale di una quantità è chiaramente associata al miglior bene o servizio che si potrebbe acquistare a parità di prezzo.
Questo concetto è alla base della teoria della domanda e dell'offerta, nonché degli aspetti essenziali dei modelli di concorrenza imperfetta.

### Il paradosso di acqua e diamanti
Il "paradosso dell'acqua e dei diamanti", più comunemente associato ad Adam Smith, sebbene riconosciuto a pensatori precedenti, è l'apparente contraddizione che l'acqua possiede un valore di gran lunga inferiore a quello dei diamanti, anche se l'acqua risulta essere vitale per un essere umano.
Il prezzo è determinato sia dall'utilità marginale che dal costo marginale: la chiave per il "paradosso" è che il costo marginale dell'acqua è di gran lunga inferiore a quello dei diamanti.
Questo non vuol dire che il prezzo di un qualsiasi bene o servizio è semplicemente l'utilità marginale che ha per un individuo; piuttosto, gli individui sono disposti a negoziare sulla base delle rispettive utilità marginali dei beni che hanno o che desiderano, dunque i prezzi risultano vincolati da tali utilità marginali.